# Zenah Jemutai Yego
Zenah Jemutai Yego (2 de diciembre de 2002) es una deportista de Kenia que compite en atletismo. Ganó una medalla de plata en el Campeonato Mundial de Atletismo Sub-20 de 2021, en la prueba de 3000 m.